# Молодой мистер Линкольн
«Молодой мистер Линкольн» (англ. Young Mr. Lincoln) — биографический фильм режиссёра Джона Форда, вышедший на экраны в 1939 году и рассказывающий о ранних годах жизни одного из самых выдающихся президентов США. Фильм был претендентом на премию «Оскар» в номинации «Лучший оригинальный сюжет» (Ламар Тротти). В 2003 году лента была включена в Национальный реестр фильмов.
Слоган: The story of Abraham Lincoln that has NEVER been told!

## Преамбула
Если бы тень Нэнси Хэнкс вернулась обратно, чтобы узнать о судьбе своих самых любимых людей, первым делом она бы спросила:
«Где мой сын?
Что стало с Эйбом?
Что он сделал?
Вы не слышали о моём сыне?
Он вырос большим?
Он весёлый?
Научился ли он читать?
Он поселился в городе?
Вы знаете его имя?
Он преуспел в жизни?..»
Розмари Бене

## Сюжет
Одной из первых ступенек на пути к политическому успеху молодого Эйба Линкольна стала адвокатская практика в Спрингфилде (Иллинойс). А примером того, как он решал сложные проблемы, можно считать судебное заседание по делу об убийстве Скраба Уайта. В этом деле, казалось, была всего одна закавыка: в момент убийства рядом с Уайтом находились два человека — братья Мэтт и Адам Клэй. Оставалось лишь выяснить, кто из братьев нанёс смертельный удар ножом. Но ситуация осложнялась тем, что каждый из Клэев брал вину на себя, а других свидетелей этого преступления не было. Как найти истину, чтобы наказать именно того, кто совершил убийство? А может, следует сделать так, как требует большинство горожан — повесить обоих, раз они упорствуют в своих показаниях?.. Прокурор Фелдер так и рассуждает, взывая к чувству справедливости присяжных. Однако у адвоката подсудимых Эйба Линкольна есть свои резоны продолжать защищать Клэев. Он чувствует, что дело не такое простое, как кажется на первый взгляд.
Возможно, именно в таких судебных разбирательствах вырабатывалась тактика будущего великого президента страны — превращать своих заклятых врагов в союзников. А с союзниками, конечно же, намного легче решать любые проблемы, в том числе, определять истинных убийц.

## Критика
Первоначально фильм рассматривался как проходной в творчестве режиссёра и после выхода на экран не имел успеха ни у зрителей ни у критиков. Так, Жорж Садуль относил эту картину к числу посредственных в фильмографии Джона Форда. По мнению Жака Лурселя уже позже у картины сложилась репутация, благодаря которой она стала восприниматься как важнейший пункт среди работ Форда.
С. М. Эйзенштейн восхищался и очень любил эту ленту, признаваясь, что из всех американских картин хотел бы быть автором именно этого фильма: «Прежде всего за то, что он обладает самым чудесным качеством, каким может обладать произведение искусства,— за поразительную гармоничность всех слагающих его частей». По его мнению в этом фильме Форд достигает высот классической гармонии и несмотря на то, что по своему сюжету фильм представляет собой «почти бульварно-детективный эпизод из биографии великого человека» он вобрал в себя синтетический образ обобщающий и воплощающий на экране «все те качества великого человека, которыми так блистал в своей дальнейшей историко-политической роли сей американский гигант».

## В ролях
- Генри Фонда — Авраам Линкольн
- Элис Брейди — Эбигейл Клэй
- Марджори Уивер — Мэри Тодд
- Арлин Уилан — Сара Клэй
- Эдди Коллинз — Иф Тайлер
- Полин Мур — Энн Ратлидж
- Ричард Кромуэлл — Мэтт Клэй
- Дональд Мик — прокурор Джон Фелдер
- Джудит Дикенс — Кэрри Сью
- Эдди Куиллан — Адам Клэй
- Спенсер Чартерс — судья Герберт Белл
- Уорд Бонд — Джон Палмер Кэсс

В титрах не указаны
- Фрэнсис Форд — Сэм Бун
- Чарльз Хэлтон — Хоторн